# دستگاه مختصات دایرةالبروجی
دستگاه مختصات دائرةالبروجی یک سیستم مختصات هندسی است که از دائرةالبروج به عنوان چارچوب مرجع خود استفاده می‌کند. در این دستگاه دو مختصات وجود دارد که عبارتند از عرض (یا عرض آسمانی که نسبت به دائرةالبروج اندازه‌گیری می‌شود و طول (یا طول آسمانی که بر روی دائرةالبروج اندازه‌گیری می‌شود. 